# Мадам Тисо
Мадам Тисо (енгл. Madame Tussauds) је музеј воштаних фигура у Лондону. Основала га је Мери Тисо (енглески изговор: Мери Тусо), која је била вајарка воштаних фигура. Музеј има многобројне огранке у великим светским градовима.

## Историја
Мери Тисо (1761.—1850), рођена Мари Гросхолц у Стразбуру, у Француској, радила је као кућна помоћница код доктора Филипа Киртјиса, који је био вешт у моделирању. Киртјис је научио Тисоову уметности моделирања. Године 1765. године Киртјис је направио фигуру Мари-Жан ди Бари , љубавнице Луја XV и ово је уједно најстарија изложена фигура. Прва изложба Киртјисових фигура постављена је 1770. године и привукла је велик број посетилаца. Поставка је премештена у Краљевску палату у Паризу 1776. Другу локацију отворена је на Boulevard du Temple 1782. године.
Прва воштана фигура коју је креирала Мари Тисо била је фигура Волтера, године 1777. Друге важне личности тог времена које су добиле своју воштану фигуру су:
- Жан-Жак Русо
- Бенџамин Френклин

Након Киртјисове смрти 1794. године, Мери Тисо је припала његова колекција воштаних фигура. Године 1802. она одлази у Лондон. Због Француско-енглеског рата, Тисоова се није смела вратити у Француску, тако да је била приморана да заједно са својом колекцијом путује кроз Велику Британију и Ирску. Прва стална поставка њених воштаних фигура лоцирана је у улици Бејкер у Лондону 1835.
Једна од највећих атракција њеног музеја је Дворана страве. Овај део поставке обухвата неке од жртава Француске револуције и такође новије креације убица и осталих криминалаца.
И фигуре других познатих људи су додате поставци, као што су фигуре Хорејшија Нелсона и сера Волтера Скота. Неке од фигура које је она направила још увек постоје укључујући и њен аутопортрет који је сада постављен на улазу у њен музеј. Направила га је 1842. године.
На садашњу локацију у улици Марилебон музеј је премештен 1884. године а 1925. пожар је уништио неке фигуре, али већина их је остала неоштећена.
Музеј Мадам Тисо је данас једна од највећих туристичких атракција у Лондону. Има своје огранке у Амстердаму, Хонгконгу, Лас Вегасу и Њујорку. Данас воштане фигуре обухватају историјске и краљевске личности, филмске и спортске звезде и познате убице.

## Локације музеја у свету
Азија
- Пекинг
- Чонгкинг
- Шангај
- Вухан
- Хонг Конг
- Њу Делхи
- Токио
- Сингапур
- Банкок

Европа
- Амстердам
- Берлин
- Блекпул
- Истанбул
- Лондон
- Праг
- Беч

Северна Америка
- Холивуд
- Лас Вегас
- Нешвил
- Њујорк
- Орландо
- Сан Франциско
- Вашингтон

Океанија
- Сиднеј

## Неке од фигура у музеју Мадам Тисо
- Дола Лоран
- Амитаб Бачан
- Алексис Томас
- Еша Бротон
- Ен Тартл
- Рене Хејвуд
- сер Џорџ Симор
- Бен Хана
- Ричард III од Енглеске
- Беназир Буто
- Бијонсе Ноулс
- Колин Фарел
- Дајана, принцеза од Велса
- др Хаули Харви Крипен
- Давина Макол
- Елефтерис Венизелос
- Ел Макферсон
- Џорџ Клуни
- Џорџ В. Буш
- Халк
- Џена Џејмсон[а]
- Џесика Симпсон
- Џулија Робертс
- Кајли Миног
- Мадона
- Опра Винфри
- Ози Озборн и Шерон Озборн
- Парис Хилтон
- Пирс Броснан
- Јован Павле II
- Салма Хајек
- Самјуел Л. Џексон
- Спајс герлс
- Ашер Рејмонд
- Ван Хелсинг
- Викторија Бекам
- Вилијам Шекспир
- Вуди Ален

### Спортисти
- Тобијас Милер
- Џона Лому
- Дејвид Бекам
- Џони Вилкинсон
- Андре Агаси
- Арнолд Палмер
- Бејб Рут
- Дејл Ернхарт
- Дерек Џетер
- Евандер Холифилд
- Гари Линекер
- Џеф Гордон
- Џо Монтана
- Ленс Армстронг
- Мајкл Џордан
- Мајкл Овен
- Мишел Квон
- Мухамед Али
- Стефен Кари
- Шакил О'Нил
- Кевин Пантер

- Тајгер Вудс
- Бјерн Борг
- Брајан Лара
- Вив Ричардс
- Мартина Хингис
- Жозе Морињо
- Свен Геран Ериксон
- Михаел Шумахер
- Вејн Руни

### Музичари
- Ајуми Хамасаки (Хонгконг)
- Битлси (Њујорк, Хонгконг, Лондон)
- Бет Мидлер (Лас Вегас, Њујорк)
- Бијонсе (Лас Вегас, Њујорк, Лондон)
- Били Ајдол (Лас Вегас)
- Бил Каулиц (Берлин)
- Боно (Лас Вегас, Њујорк)
- Бритни Спирс (Лас Вегас, Њујорк, Лондон)
- Брус Спрингстин (Лас Вегас, Њујорк)
- Кристина Агилера (Лондон)
- Дејвид Боуи (Њујорк, Лондон)
- Дин Мартин (Лас Вегас)
- Деби Рејнолдс (Лас Вегас)
- Дајана Рос (Њујорк, Лас Вегас)
- Елтон Џон (Лас Вегас, Њујорк, Лондон)
- Елвис Пресли (Лас Вегас, Хонгконг)
- Енгелберт Хампердинк (Лас Вегас)
- Френк Синатра (Лас Вегас, Њујорк)
- Фреди Меркјури (Њујорк, Лондон)
- Глорија Естефан (Лас Вегас)
- Џеј Чау (Хонгконг)
- Џејмс Браун (Лас Вегас)
- Џенифер Лопез (Лас Вегас)
- Џими Хендрикс (Њујорк, Лас Вегас, Лондон)
- Џои Јунг (Хонгконг)
- Џони Матис (Лас вегас)
- Џон Бон Џови (Лас Вегас)
- Џастин Хокинс
- Лени Кравиц (Лас Вегас)
- Либераче (Лас Вегас)
- Линдзи Лоан (Њујорк)
- Литл Ричард (Лас Вегас)
- Лајза Минели (Лас Вегас)
- Кајли Миног (Лондон)
- Луј Армстронг (Лас Вегас)
- Лучано Павароти (Лас Вегас, Лондон)
- Мадона (Лас Вегас, Хонг Копнг, Њујорк, Лондон)
- Мајкл Џексон (Лас Вегас, Лондон)
- Мик Џегер (Лас Вегас)
- Нил Седака (Лас Вегас)
- Принс (Лас Вегас)
- Семи Дејвис, млађи (Лас Вегас)
- Шакира (Њујорк, Лас Вегас)
- Шејн Ворд (Лондон)
- Стиви Вондер (Лас Вегас)
- Тина Тарнер (Њујорк, Лас Вегас)
- Том Џоунс (Лас Вегас, Лондон)
- Тони Бенет (Лас Вегас)
- Тупак Шакур (Лас Вегас, Лондон)
- Вејн Њутон (Лас Вегас)

### Глумци
- Ајшварија Рај (Лондон)
- Мајкл Кејн (Лондон)
- Робин Вилијамс (Лондон)
- Том Бејкер (Лондон)
- Киран Рајт (Лондон)
- Арнолд Шварценегер (Лас Вегас, Лондон)
- Бен Афлек (Лас Вегас)
- Боб Хоуп (Лас Вегас, Њујорк)
- Бред Пит (Лас Вегас, Хонгконг, Лондон )
- Брандон Раут (Њујорк)
- Чарли Чаплин (Лондон)
- Сибил Шеперд (Лас Вегас)
- Дејвид Џејсон (Лондон)
- Елизабет Тејлор (Лас Вегас, Њујорк, Лондон)
- Џорџ Бернс (Лас Вегас, Њујорк)
- Џорџ Клуни (Лас Вегас)
- Жерар Депардје (Лас Вегас)
- Џулија Робертс (Лас Вегас, Њујорк)
- Николас Кејџ (Лас Вегас, Лондон).
- Патрик Стјуарт (Лас Вегас, Лондон)
- Рок (Лас Вегас, Лондон)
- Џоан Вудворд (Лас Вегас)
- Џоди Фостер (Лас Вегас, Хонгконг)
- Џуди Гарланд (Лас Вегас, Њујорк))
- Ленс Бартон (Лас Вегас)
- Мел Гибсон (Лас Вегас)
- Мерил Стрип (Лас вегас)
- Пол Њумен (Лас Вегас)
- Шон Конери (Лас Вегас, Лондон)
- Ширли Меклејн (Лас Вегас)
- Мерилин Монро (Лас Вегас, Њујорк, Лондон)
- Силвестер Сталоне (Лас Вегас)
- Вупи Голдберг (Лас Вегас, Њујорк, Лондон)
- Вил Смит (Лондон)
- Џон Вејн (Лас Вегас)
- Лусил Бол (Лас Вегас, Њујорк)
- Сара Мишел Гелар (Лас Вегас, Лондон)
- Беј Јонг Џун (Хонгконг)
- Амитаб Бачан (Лондон)
- Џенифер Лопез (Лас Вегас)
- Џастин Бибер (Лас Вегас )

### Остали
- Ал Рокер (Њујорк)
- Багзи Сигел (Лас Вегас, Њујорк)
- Блу ман груп (Лас Вегас)
- Баз Олдрин (Лас Вегас)
- Дон Кинг (Лас Вегас)
- Ел Макферсон (Лас Вегас)
- Хју Хефнер (Лас Вегас)
- Ивана Трамп (Лас Вегас)
- Џери Спрингер (Лас Вегас)
- Џоан Риверс (Лас Вегас)
- Жозефина Бекер (Њујорк)
- Лари Кинг (Лас Вегас, Њујорк)
- Монстерс (Лас Вегас))
- Рембрант ван Рајн (Амстердам)
- Нил Армстронг (Лас Вегас)
- Опра Винфри (Лас Вегас, Њујорк)
- Роберт Шулер (Лас Вегас)
- Рајан Сикрест (Лас Вегас)
- Сигфрид и Рој (Лас Вегас)
- Сајмон Кауел (Лас Вегас, Лондон, Њујорк)
- Волфганг Пак (Лас Вегас)
- Адријан Вагеле (Лојткирх)
- Сингапур герл (Лондон)
- Џена Џејмсон (Лас Вегас)
- Џејми Оливер (Лондон)
- Јоко Оно (Њујорк)
- Џеклин Оназис (Њујорк)

### Светске вође
- Адолф Хитлер (Лондон)
- Винстон Черчил (Лондон)
- Бенџамин Френклин (Лас Вегас)
- Далај Лама (Њујорк, Лондон)
- Јицак Рабин (Лондон)
- Мустафа Кемал Ататурк
- Махатма Ганди
- Нелсон Мандела
- Краљица мајка (Лондон)
- Беатриса од Холандије (Амстердам)
- Џорџ В. Буш (Лас Вегас, Лондон)
- Принцеза Дајана (Лас Вегас, Њујорк, Лондон)
- Абрахам Линколн (Лас Вегас, Њујорк)
- Џорџ Вашингтон (Лас Вегас, Њујорк)
- Џон Кенеди (Лас Вегас, Њујорк)
- Андреас Папандреу (Лондон)
- Наполеон Бонапарта (Лондон)
- Садам Хусеин (Лондон)
- Тони Блер
- Константин Караманлис